# Zaoyuan
Zaoyuan (in cinese: 枣园站S, Zǎoyuán zhànP) è una stazione della linea Daxing della metropolitana di Pechino. La stazione è entrata in funzione in concomitanza dell'inaugurazione dell'intera linea Daxing, avvenuta il 30 dicembre 2010.

## Posizione
La stazione di Zaoyuan è situata in concomitanza dell'incrocio tra Xinghua Street e Zaoyuan Road, nel distretto di Daxing situato nella zona meridionale della città di Pechino.

## Struttura e impianti
La stazione di Zaoyuan è una stazione sotterranea composta da due piani interrati: al primo piano è stato costruito l'atrio di ingresso alla stazione, mentre al secondo piano sono presenti i binari disposti ai lati di una banchina centrale. La stazione dispone di 4 accessi, indicati con le lettere A, B, C e D. L'ingresso C è accessibile ai portatori di disabilità motoria grazie alla presenza di un ascensore.

## Servizi
La stazione dispone di:
- Accessibilità per portatori di handicap (solo uscita C)
- Ascensore (solo uscita C)
- Scale mobili
- Emettitrice automatica biglietti
- Servizi igienici
- Sportello automatico
- Distributori automatici
- Stazione video sorvegliata
- Ufficio polizia

### Orari
Dal 30 dicembre 2010 la linea Daxing condivide il percorso con la Linea 4; dalla stazione di Zaoyuan si operano i servizi come segue:
- Un servizio che copre l'intera tratta, da Anheqiao Nord, da dove inizia la Linea 4, fino a Tiangongyuan, capolinea della Linea Daxing.[5]
- Un servizio ridotto che copre l'intera Linea 4 al quale si aggiunge la fermata Xingong della Linea Daxing, la prima stazione della Linea Daxing, quindi offrendo corse da Anheqiao Nord a Xingong. I passeggeri che intendono proseguire verso sud devono scendere e cambiare binario in direzione Tiangongyuan.[6]

La prima corsa direzione Anheqiao Nord parte tutti i giorni alle 5:19 da Zaoyuan, mentre l'ultima alle 22:59. In direzione opposta, il primo treno per Tiangongyuan effettua servizio alle 6:05 mentre l'ultimo alle 23:42.

### Tariffazione
Dalla stazione di Zaoyuan la tariffazione parte da un prezzo di ¥3 (circa €0,40), a seconda della distanza di viaggio totale da percorrere, fino a un massimo di ¥7 (circa €1). Se si usa la carta dei trasporti, il prezzo viene scontato del 20% per le corse dopo una spese di ¥100 (circa €13) in un mese solare, del 50% per le corse dopo i ¥150 (circa €20) di spesa e superati i ¥400 di spesa (circa €52) non ci saranno ulteriori sconti.

## Interscambi
- Fermata autobus 913, 937, 兴11, 兴42, 兴53, 兴66, 专24.